# شاهنامه بایسنقری

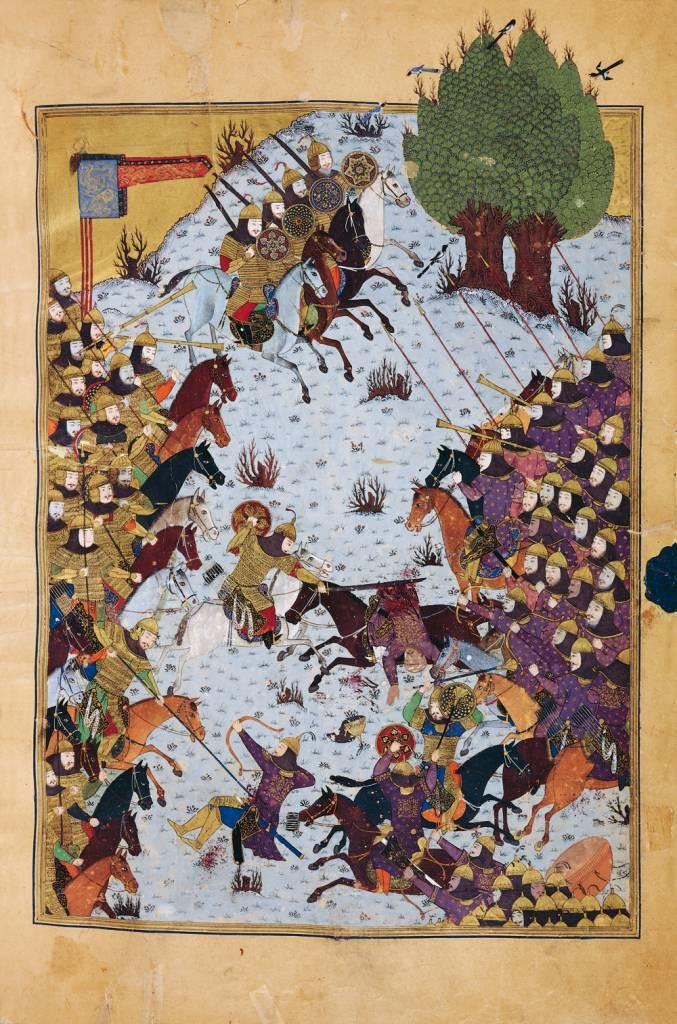
نگاره‌ای از جنگ بزرگ کی‌خسرو (که میان کی‌خسرو و افراسیاب رخ داد) در شاهنامهٔ بایسنقری

شاهنامهٔ بایسُنقُری‎ یک نسخهٔ کهن نگاره‌دار شاهنامه فردوسی از سدهٔ نهم هجری است که از دید کتاب‌آرایی و ارزش‌های هنری از اهمیت فراوانی برخوردار است. این کتاب ارزشمند و نفیس، ۲۲ نگارگری به سبک هرات دارد و در سال ۸۳۳ قمری (۸۰۹ (خورشیدی) خورشیدی) به سفارش شاهزاده بایسنقر میرزا (فرزند شاهرخ و نوهٔ تیمور گورکانی) تهیه شده‌است. این اثر که در کتابخانه کاخ موزه گلستان نگهداری می‌شود، در سال ۱۳۸۶ در برنامه حافظه جهانی یونسکو به عنوانی نشانی از سوی ایران ثبت شد.
نسخه کنونی شاهنامه بایسنقری را امیرنظام گروسی، به کتابخانه کاخ موزه گلستان هدیه کرده‌است و این شاهنامه بیش از ۱۱۰ سال است که در کتابخانه نگهداری می‌شود. این نسخه باارزش و نفیس در برخی از نمایشگاه‌های مهم جهانی نمایش داده شده‌است.

## ویژگی‌ها

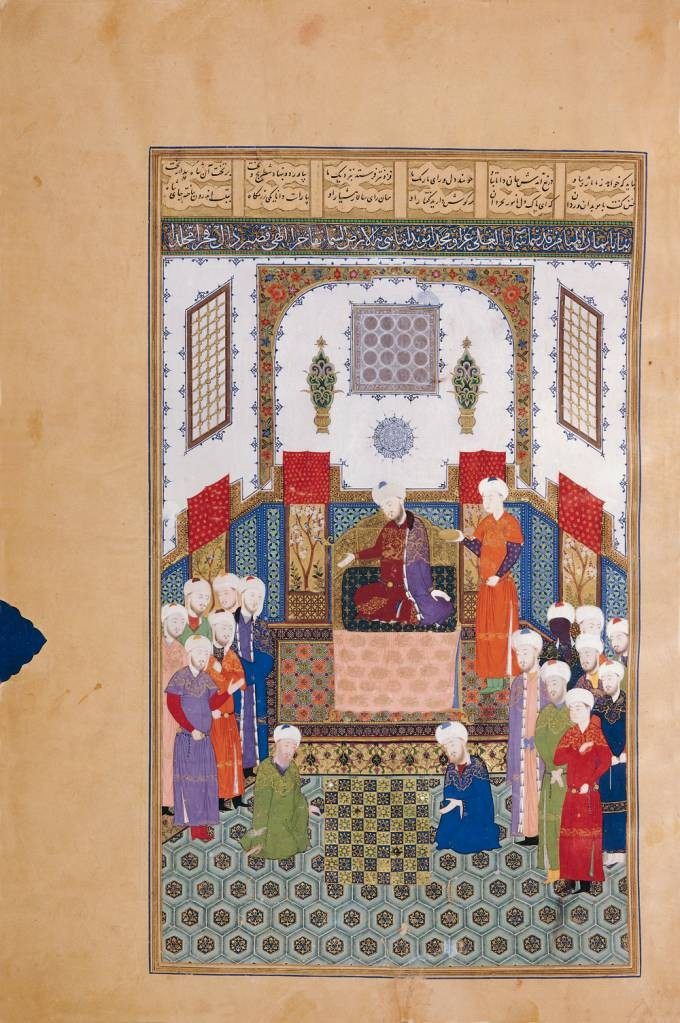
صفحه‌ای از شاهنامه بایسنقری (۸۰۹ خورشیدی)

«شاهنامه بایسنقری» در میان شاهنامه‌های مصور و آراسته موجود در کتابخانه‌ها و موزه‌های جهان از نامورترین و شناخته‌شده‌ترین نسخه‌هاست. چند ویژگی این کتاب را نسبت به نسخه‌های مشهوری چون «شاهنامه دموت» و «شاهنامه شاه طهماسبی» که قبل و پس از آن پدید آمده‌اند، برتری می‌بخشد:
- نخستین و برترین امتیاز این نسخه آن است که بر خلاف دو نسخه یادشده، قربانی مالکان آن نشده تا شیرازه آن‌ها را از هم بگسلند و برگ‌های آن را در گوشه و کنار جهان پراکنده کنند.
- به‌جز چند افتادگی در متن این نسخه، «شاهنامه بایسنقری» نسخه‌ای کامل و دست نخورده در میان شاهنامه‌های نامی و رده نخست به‌شمار می‌آید.
- امتیاز دیگر این نسخه به خاطر نفاست، زیبایی و آراستگی آن است که در نوع خود کم‌مانند است. نگارگری، تذهیب، تجلید و دیگر آرایه‌های کتاب با مهارتی ویژه انجام شده‌است. با این حال در خوشنویسی این نسخه ضعیف به نظر می‌آید، که آن هم به خاطر همزمانی کتابت آن با آغاز شکل‌گیری قلم نستعلیق است؛ که البته خود این امر بر اهمیت این کتاب در گسترش قلم نستعلیق به عنوان یک خط مطرح و قابل رقابت با قلم‌های ششگانه قدیمی مؤثر بود.
- سومین امتیاز این کتاب مقدمه‌ای است که برای نخستین بار بر شاهنامه افزوده شده‌است. آنسان که پیداست به دستور بایسنقر میرزا، که باید او را هنر دوست‌ترین شاهزاده تیموری به‌شمار آورد، دست‌نویس‌های انبوهی از شاهنامه گردآوری شد و مقدمه‌ای مفصل با تلفیق مقدمه‌های پیشین و نسخه‌های دیگر همزمان، برای این شاهنامه نوشته شد. اگرچه این مقدمه از دید درستی مطالب تاریخی و متن خود شاهنامه و به خاطر افزودن اشعار الحاقی نقاط ضعفی دارد، ولی از آنجا که گردآوری آن مایه رواج بیشتر شاهنامه نه تنها در ایران بلکه در سراسر جهان شده، کوشش گردآورندگان آن ستایش‌انگیز است.[۵]

## محل نگهداری
«شاهنامه بایسنقری» به شماره ۷۱۶ در کتابخانه کاخ موزه گلستان ثبت شده. برپایه شواهد موجود، نسخه کنونی «شاهنامه بایسنقری» را امیرنظام گروسی، از رجال ایرانی (۱۲۳۷–۱۳۱۷ ه‍. ق) به کتابخانه هدیه کرده‌است؛ و این شاهنامه بیش از ۱۱۰ سال است که در کتابخانه کاخ موزه گلستان نگهداری می‌شود. این نسخه باارزش و نفیس در برخی از نمایشگاه‌های مهم جهانی نمایش داده شده‌است.

## مشخصات
- «شاهنامه بایسنقری» به قطع رحلی است و ۷۰۰ صفحه دارد.
- هر صفحه دربرگیرنده ۳۱ سطر و هر سطر ۳ بیت به قلم نستعلیق و با کتابت خفی جعفر بایسنقری است.
- این نسخه نفیس در سال ۸۳۳ ه‍.ق /۸۰۹ خورشیدی روی کاغذ خانبالغ نخودی کتابت شده‌است.
- «شاهنامه بایسنقری» با یک شمسه مُذهّب عالی، در بر گیرنده کتیبهای به قلم رقاع بر زمینه زرین، دربرگیرنده نام و القاب بایسنقر میرزا آغاز می‌شود.
- صفحه‌های دوم و سوم نسخه دربرگیرنده تصویر شکارگاه است و در این دو صفحه مذهب به نقش دو ترنج، نام و القاب آن شاهزاده دیده می‌شود.
- همچنین دو صفحه آغاز متن شاهنامه با حاشیه‌های مذهّب و مرصّع آراسته شده و میان سطرهای آن زر اندازی شده‌است.
- نسخه «شاهنامه بایسنقری» با ۲۲ تصویر مینیاتور آبرنگی آراسته شده‌است.
- جلد این نسخه، چرمیِ ضربیِ زر پوش با دو حاشیه روغنی در بیرون و سوخت مُعرقِ زرین بر زمینه لاجوردی در داخل است.[۵]

نسخه دیگری از شاهنامه در کتابخانه و موزه ملی ملک در تهران موجود می‌باشد که به شرح ذیل می‌باشد
کتابخانه ملک تهران
زبان: زبان نسخه:فارسی
عنوان اصلی: شاهنامه فردوسی
موضوع: شعر فارسی -- قرن ۴ق.
پدیدآور(ان): فردوسی، ابوالقاسم تولد:(سال ۳۲۹ قرن ۴ هجری قمری) وفات:(سال ۴۱۶ قرن ۵ هجری قمری)
خطاط: قاضی نیشابوری، محمدبن مطهر بن یوسف‌بن ابی‌سعید
مالک کتابخانه: بایسنقر تیموری تولد:(سال ۸۰۲ قرن ۹ هجری قمری) وفات:(سال ۸۳۸ قرن ۹ هجری قمری)
آغاز: آغاز مقدمه: افتتاح سخن آن به که کنند اهل کمال* ثنای ملک الملک خدای متعال… آغاز شاهنامه: بنام خداوند جان و خرد * کزین برتر اندیشه بر نگذرد
انجام: انجام مقدمه: ببارید اشک و بنالید زار* ز جور فلک بر تو ای نامدار. انجام شاهنامه: هر آنکس که دارد هش و رای و دین * پس از مرگ بر من کند آفرین.
وضعیت کتابت:
محل کتابت: هرات
کتابت شده بنام: برای بایسنقر میرزا، شاهزاده تیموری نوشته شده.
تاریخ کتابت: سال ۸۳۳- قرن ۹ هجری قمری
نوع خط: متن: نستعلیق
تعداد سطرها: متن: ۳۱
نوع کاغذ: نوعی ترمه
تعداد و اندازه اوراق: ۵۰۵ (۱پ -۳۴۰ر) - طول: ۸/۳۴، عرض: ۲/۲۴
آرایش‌ها: دارای هشت سرلوح مذهب نفیس/ دو مجلس تصویر (مجلس اول ۶۷۶ر- مجلس دوم ۶۷۷پ)/ مجدول مطلا با تحریر لاجورد/ شش ستونی/ دارای :دو شمسه مذهب/ یک ترنج به رسم خزانه/ نوشته‌های شمسه‌ها و سرلوح‌ها و ترنج با سفیدآب.
عناوین به: عناوین شنگرف و لاجورد و زرین
نوع جلد: روغنی گل و بوته زمینه مرغش پشت تصویر سهراب و رستم
تزیینات: درون - تصویر سهراب و رستم
نقش و سجع مهر: مالک: مهر بیضوی با سجع معتمدالدوله در ظهر برگ اول.
مالک: مهر بیضوی کوچک با سجع محمدحسین.
سایر: مهر بازدید شد۱۳۵۱.
کتابخانه: کتابخانه ملی ملک.
یادداشت (های) نسخه:
۱. دو یادداشت در ظهر برگ اول است و یک یادداشت در برگ آخر نسخه.
۲. در صفحه عنوان شرح‌حال میرزا بایسنقر پسر شاهرخ آمده‌است.
۳. مالک این نسخه در سال ۱۲۹۶ق. فرهاد میرزا معتمدالدوله شاهزاده قاجاری بوده‌است.
۴. این نسخه به انضمام شاهنامه در یک مجلد برای کتابخانه بایسنقر میرزا نوشته شده‌است.

## شهرت جهانی

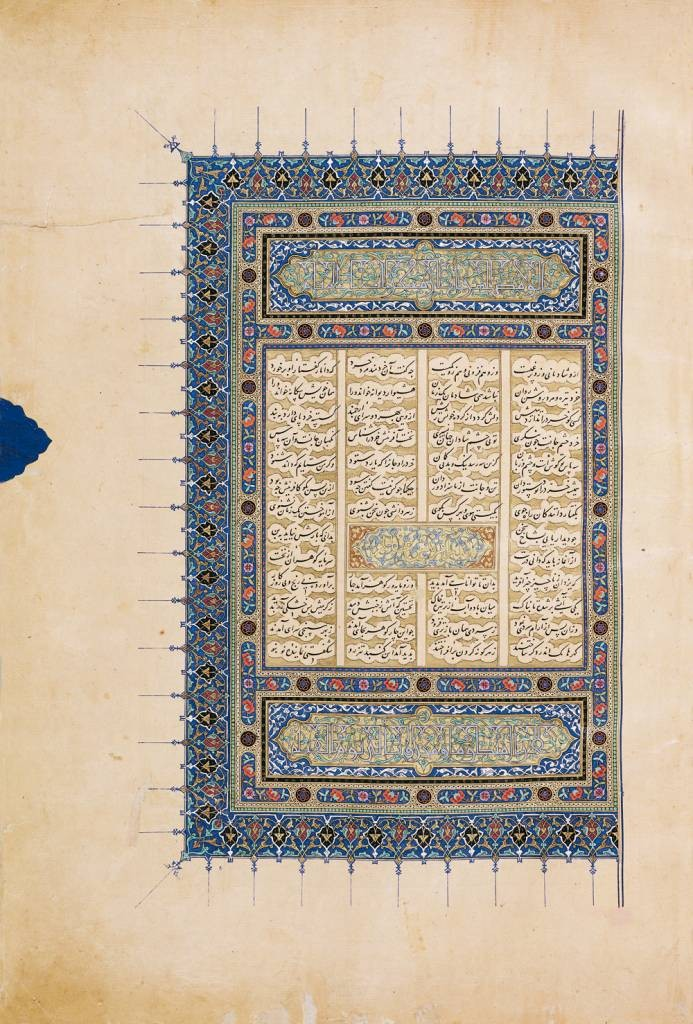
دیباچه شاهنامهٔ بایسنقری که به قلم جعفر بایسنقری و به خط نستعلیق نگاشته شده است

این شاهنامه به سبب اینکه در لندن، سن پترزبورگ، پاریس و رم به نمایش درآمده و مینیاتورهای آن به‌وسیله یونسکو در سری کتاب‌های دنیای هنر در جلد مربوط به ایران چاپ شده در غرب بسیار نامی است. ۲۲ تابلوی نگارگری شاهنامه بایسنقری همه سالم هستند و در سال ۸۰۹ خورشیدی به خط جعفر تبریزی معروف به جعفر بایسنقری کتابت شده و به بایسنقر میرزا اهدا شده‌است. نسخه کنونی «شاهنامه بایسنقری» خرداد ۱۳۸۶ در حافظه جهانی به ثبت رسیده‌است. در سال ۱۳۸۷ این نشان به‌طور رسمی از طرف کمیته ملی حافظه جهانی یونسکو به‌کاخ موزه گلستان اهدا شد.

## چاپِ عکسی
این نسخه در سال ۱۳۵۰ به گونه چاپ لوحی در تهران منتشر شد.